# Zona de prioritat al vianant

Carrer de Prioritat Peatonal

Un Carrer de prioritat al vianant, també conegut com a carrer residencial, és un tipus de via urbana dissenyada per prioritzar la seguretat i el benestar dels vianants i residents, reduint el trànsit motoritzat i promovent un entorn tranquil i segur. Aquest tipus de via és comú a àrees residencials, on l'objectiu principal és fomentar una convivència harmoniosa entre vehicles, vianants i ciclistes, promovent la mobilitat sostenible i la qualitat de vida als barris.
Els Carrers de Prioritat al vianant són un element clau en la planificació urbana moderna, dissenyats per crear espais més segurs, tranquils i sostenibles. La seva implementació reflecteix un compromís amb la mobilitat sostenible i la millora de la qualitat de vida a les ciutats, prioritzant les persones sobre els vehicles motoritzats

## Característiques principals

Fi de Carrer de Prioritat Peatonal

Els carrers de prioritat al vianant es distingeixen per una sèrie de característiques que els fan segurs i adequats per al trànsit de persones:
1. Limitació de velocitat Aquests carrers solen tenir límits de velocitat reduïts, generalment entre 10 i 30 km/h, per minimitzar el risc d'accidents i reduir el soroll ambiental.
2. Infraestructura segura : Inclouen elements com voreres àmplies, passos de vianants ben senyalitzats, reductors de velocitat (com guals o lloms d'ase), i en alguns casos, carrils o espais exclusius per a bicicletes.
3. Senyalització específica A Espanya, aquests carrers solen estar senyalitzats amb els dos senyals: S-28 (Zona Residencial) i S-29 (Fi de Zona Residencial), que indiquen als conductors la necessitat de reduir la velocitat i cedir el pas als vianants.
4. Possibilitat d'aparcament : Encara que el trànsit motoritzat està restringit, molts carrers de prioritat al vianant permeten l'aparcament de vehicles, sempre que no obstaculitzi el pas de vianants o ciclistes.
5. Disseny urbà : El disseny d'aquests carrers sol incloure elements que fomenten la interacció social, com ara bancs, àrees verdes i espais de joc per a nens, creant un entorn més amigable i comunitari.

## Exemples i regulacions
A diferència dels carrers principals o artèries urbanes, que estan dissenyats per facilitar el flux ràpid de vehicles, els carrers de prioritat al vianant tenen un enfocament diferent:
- Reducció del trànsit motoritzat : Aquests carrers no estan pensats per al trànsit intens de vehicles, sinó per reduir el volum de trànsit i prioritzar el desplaçament a peu o amb bicicleta.
- Menor contaminació i soroll : En limitar la velocitat i el trànsit, es redueix la contaminació acústica i ambiental, millorant la qualitat de vida dels residents.
- Espai segur per a vianants : Els vianants tenen prioritat en aquests carrers, cosa que permet un entorn més segur per caminar, jugar o realitzar activitats socials.

Els carrers de prioritat al vianant formen part de polítiques urbanístiques orientades a la mobilitat sostenible i la pacificació del trànsitrioritat al vianant A molts països, aquestes vies estan regulades per normatives específiques que en garanteixen la correcta implementació i ús.
- A Espanya : Aquests carrers poden estar senyalitzats com "Zona Residencial" o "Carrer de Prioritat al vianant", indicant als conductors la necessitat de reduir la velocitat i cedir el pas als vianants. A més a més, solen estar integrades en plans de mobilitat urbana que promouen la reducció de l'ús del cotxe a favor de mitjans de transport més sostenibles.
- En altres països : A ciutats com Amsterdam (Països Baixos) o Copenhaguen (Dinamarca), els carrers de prioritat al vianant són comuns i formen part d'una estratègia més àmplia per fomentar la mobilitat activa i reduir la dependència de l'automòbil.

## Beneficis
Els carrers de prioritat al vianant ofereixen nombrosos beneficis per als residents i el medi ambient:
- Seguretat viària : En reduir la velocitat i el trànsit, es disminueix el risc d'accidents, especialment per als grups més vulnerables com ara nens, ancians i persones amb mobilitat reduïda.
- Millora de la qualitat de vida : Aquests carrers fomenten un entorn més tranquil i agradable, promovent la interacció social i el benestar dels veïns.
- Sostenibilitat : En prioritzar el trànsit de vianants i ciclista, es contribueix a reduir les emissions de gasos contaminants ia promoure hàbits de mobilitat més saludables.

## Diferències amb Zona 30

La velocitat màxima dels vehicles està fixada a 30 quilòmetres per hora. Els vianants tenen prioritat

La Zona de Prioritat al vianant i la Zona 30 són dos conceptes relacionats amb la pacificació del trànsit i la millora de la seguretat viària en entorns urbans, però tenen diferències significatives quant al disseny, els objectius i la normativa. Mentre que la Zona de Prioritat al vianant està dissenyada per prioritzar els vianants en detriment del trànsit motoritzat, la Zona 30 se centra a reduir la velocitat dels vehicles sense restringir-ne l'accés, però mantenint la prioritat dels vianants.
A continuació, s'expliquen les diferències principals entre ambdues:

### Definició i objectius
Totes dues són eines valuoses per a la pacificació del trànsit, però la seva aplicació depèn dels objectius específics de cada àrea urbana. La Zona de Prioritat al vianant és més adequada per a àrees amb alt trànsit de vianants, mentre que la Zona 30 és una solució més general per millorar la seguretat viària als carrers secundaris.
- - Zona de Prioritat al vianant : És un tipus de via o àrea urbana dissenyada específicament per prioritzar els vianants sobre els vehicles motoritzats. L'objectiu principal és crear un entorn segur i tranquil per als residents i vianants, reduint al mínim el trànsit motoritzat i fomentant la convivència entre vehicles, ciclistes i persones. Aquestes zones solen estar a àrees residencials, comercials o d'alt trànsit de vianants.
  - Zona 30 : És una àrea urbana on s'estableix un límit de velocitat màxim de 30 km/h per a tots els vehicles.[2] L'objectiu principal és millorar la seguretat viària, reduir el risc d'accidents i crear un entorn més amigable per a vianants i ciclistes sense restringir el trànsit motoritzat. Les Zones 30 solen implementar-se en carrers secundaris o àrees amb alta densitat de població.[3]

### Límits de velocitat

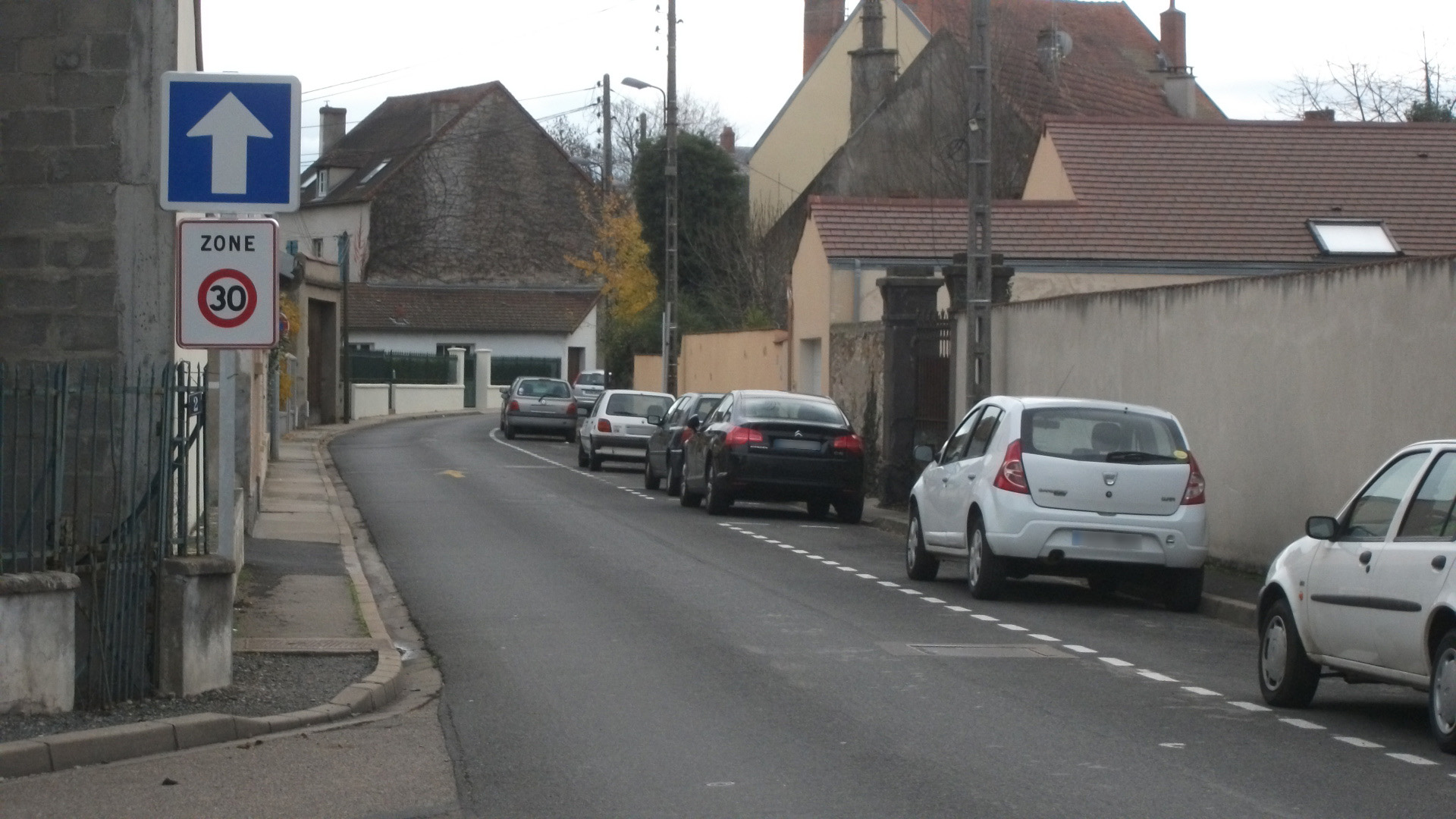
Zona 30 al carrer Jean-Baptiste Bru a Cusset, França

El límit de velocitat garanteix un flux de trànsit constant amb menys congestió vehicular, i aconsegueix que passejar amb bicicleta, caminar o utilitzar l'autobús o el metro siguin activitats més agradables. Això alhora, anima les persones a adoptar aquests mitjans, cosa que redueix encara més les emissions d'efecte hivernaclerioritat al vianant
- Zona de Prioritat al vianant En aquestes zones, la velocitat dels vehicles sol estar limitada a 10-20 km/h, i en alguns casos, els vehicles poden estar restringits o només se'n permet l'accés per a residents o serveis. El disseny de la via prioritza clarament els vianants.
- Zona 30 : Com el seu nom indica, el límit de velocitat en aquestes àrees és de 30 km/hrioritat al vianant Tot i que es redueix la velocitat, el trànsit motoritzat no està restringit i els vehicles poden circular amb normalitat, sempre respectant el límit establert.[5]

### Disseny i característiques
- Zona de Prioritat al vianant :
  - Voreres àmplies i passos de vianants ben senyalitzats.
  - Reductors de velocitat (guals, lloms d'ase ) i altres elements de calmat de trànsit.
  - Senyalització específica (per exemple, senyals S-28 i S-29 a Espanya).
  - Possibilitat d'incloure àrees de vianants exclusives o semipeatonals (on els vehicles tenen accés limitat).
  - Espais per a bicicletes i mobiliari urbà que fomenta la interacció social.
- Zona 30 :
  - Disseny més senzill, sense necessitat infraestructures complexes.
  - Senyalització vertical i horitzontal que indica el límit de velocitat.
  - Podeu incloure elements de calmat de trànsit, com ara bandes sonores o lloms d'ase
  - No es restringeix l'accés o l'aparcament de vehicles, però es fomenta una conducció més lenta i segura.

### Ús i normativa
- Zona de Prioritat al vianant :
  - Està pensada per a àrees on els vianants són l'element principal, com ara carrers residencials, zones comercials o àrees escolars.
  - Els vehicles tenen un paper secundari i, en alguns casos, només es permet accedir a residents o vehicles de serveis.
  - La normativa sol ser més estricta, amb prioritat absoluta per als vianants.
- Zona 30 :
  - S'aplica a carrers secundaris o àrees urbanes amb trànsit moderat, on es busca reduir la velocitat sense restringir l'accés de vehicles.
  - La normativa se centra en el límit de velocitat, afegint-hi la prioritat per als vianants.
  - És una mesura més generalitzada i menys restrictiva que la zona de prioritat al vianant.

### Exemples daplicació
- Zona de Prioritat al vianant :

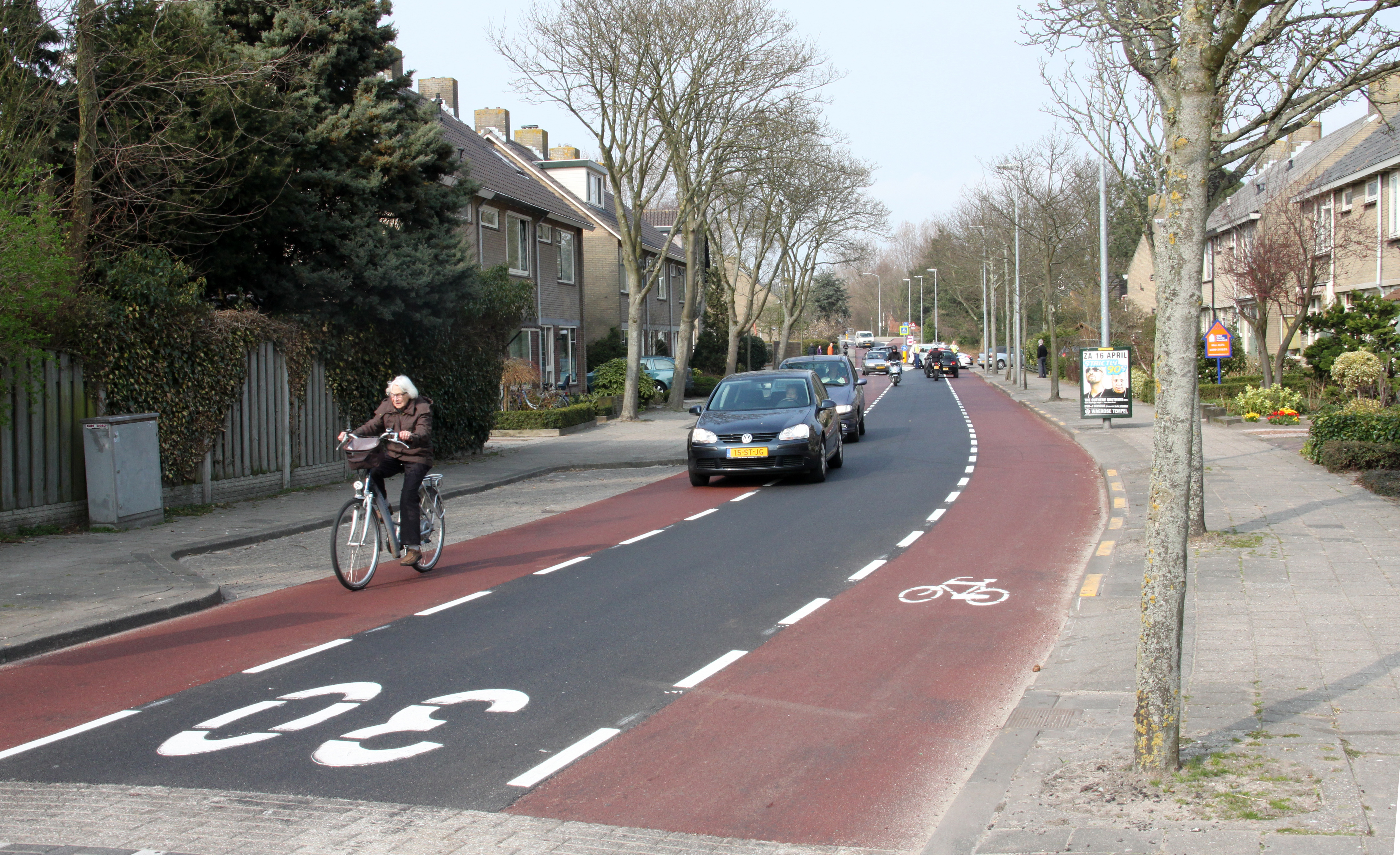
Zona 30 i ciclovies a Ouddorp, Països Baixos

  - Carrers mixts de vianants i vehicles, en centres històrics.
  - Àrees residencials amb alta densitat de vianants, com ara barris amb escoles o parcs.
  - Zones comercials amb trànsit de vianants intens.
- Zona 30 :
  - Carrers secundaris a barris residencials.
  - Àrees urbanes amb alta densitat de població i trànsit moderat i possibilitat daparcament
  - Entorns escolars o sanitaris on es vol millorar la seguretat viària.

### Beneficis comparatius
- Zona de Prioritat al vianant :
  - Major seguretat per a vianants i ciclistes.
  - Reducció significativa del trànsit motoritzat.
  - Entorn més tranquil i agradable pels residents.
  - Foment de la mobilitat activa (caminar i pedalar).
- Zona 30 :
  - Millora de la seguretat viària en reduir la velocitat dels vehicles.
  - menor risc d'accidents greus.
  - Reducció del soroll i la contaminació en àrees urbanes.
  - Implementació més senzilla i menys costosa que una zona de prioritat al vianant.